# Ronnie Hellström
Ronnie Carl Hellström (Malmö, 21 de febrero de 1949 - 6 de febrero de 2022) fue un futbolista sueco. Se desempeñaba como guardameta y está considerado uno de los mejores porteros de la década de los 70, y junto a Thomas Ravelli, el mejor portero de la historia de la selección de fútbol de Suecia.
Murió a causa de cáncer de esófago el 6 de febrero de 2022, unos días antes de cumplir 73 años.

## Clubes
| Club                 | País             | Año         |
| -------------------- | ---------------- | ----------- |
| Hammarby IF          | Suecia           | 1966 - 1974 |
| 1. FC Kaiserslautern | Alemania Federal | 1974 - 1984 |
| GIF Sundsvall        | Suecia           | 1988        |